# روخیر فان در ویدن
روخیر ون در ویدن (هلندی: Rogier van der Weyden؛ زاده ۱۴۰۰ درگذشته ۱۸ ژوئن ۱۴۶۴) نقاش فلاندری اهل هلند و یکی از برجسته‌ترین نقاشان سدهٔ ۱۵ میلادی در اروپای شمالی بود. بیشتر آثار وی، دارای میزانی از عمق میدان و تکنیک فریب چشم هستند.

## نگارخانه

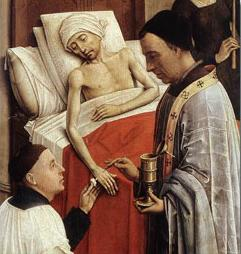
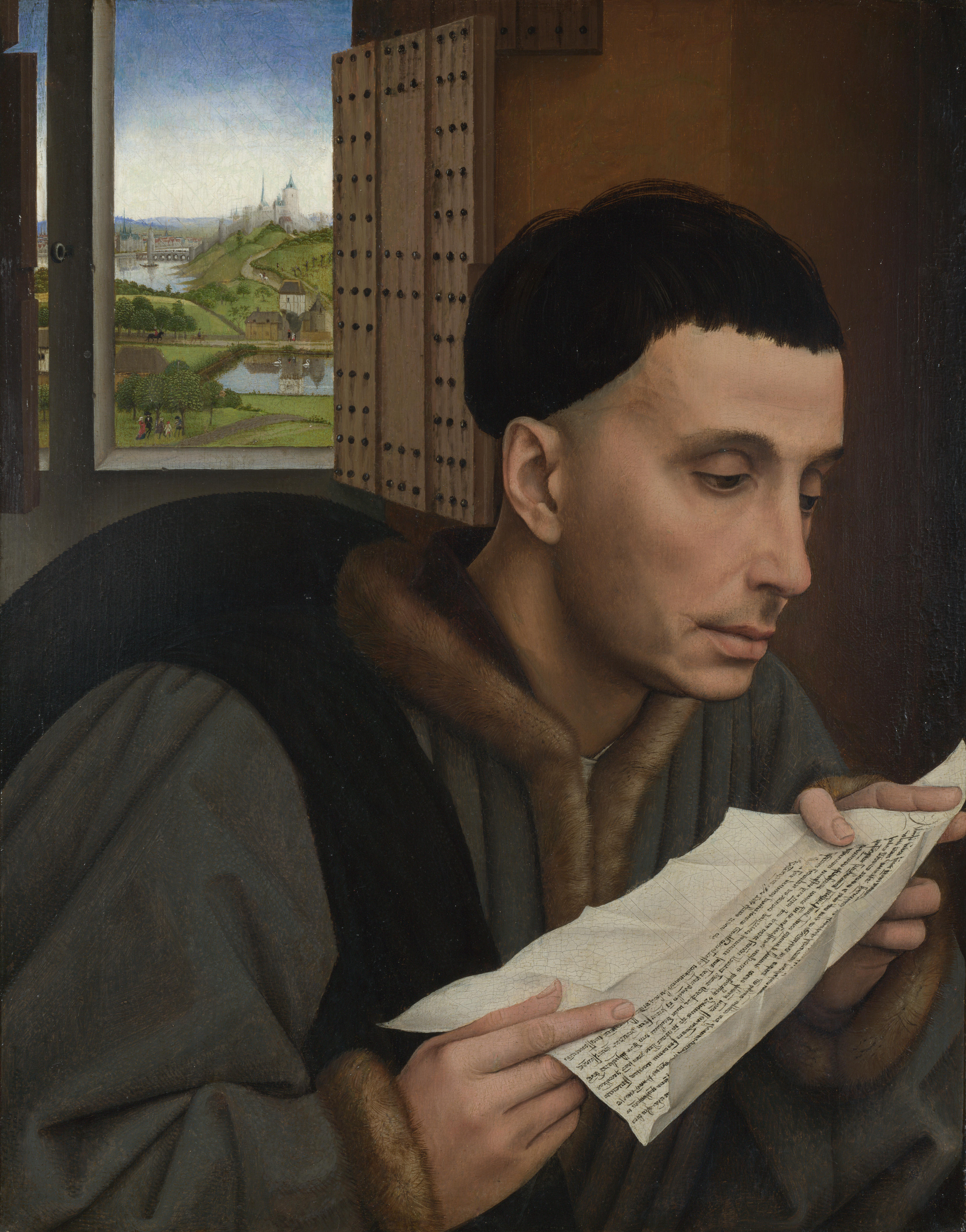
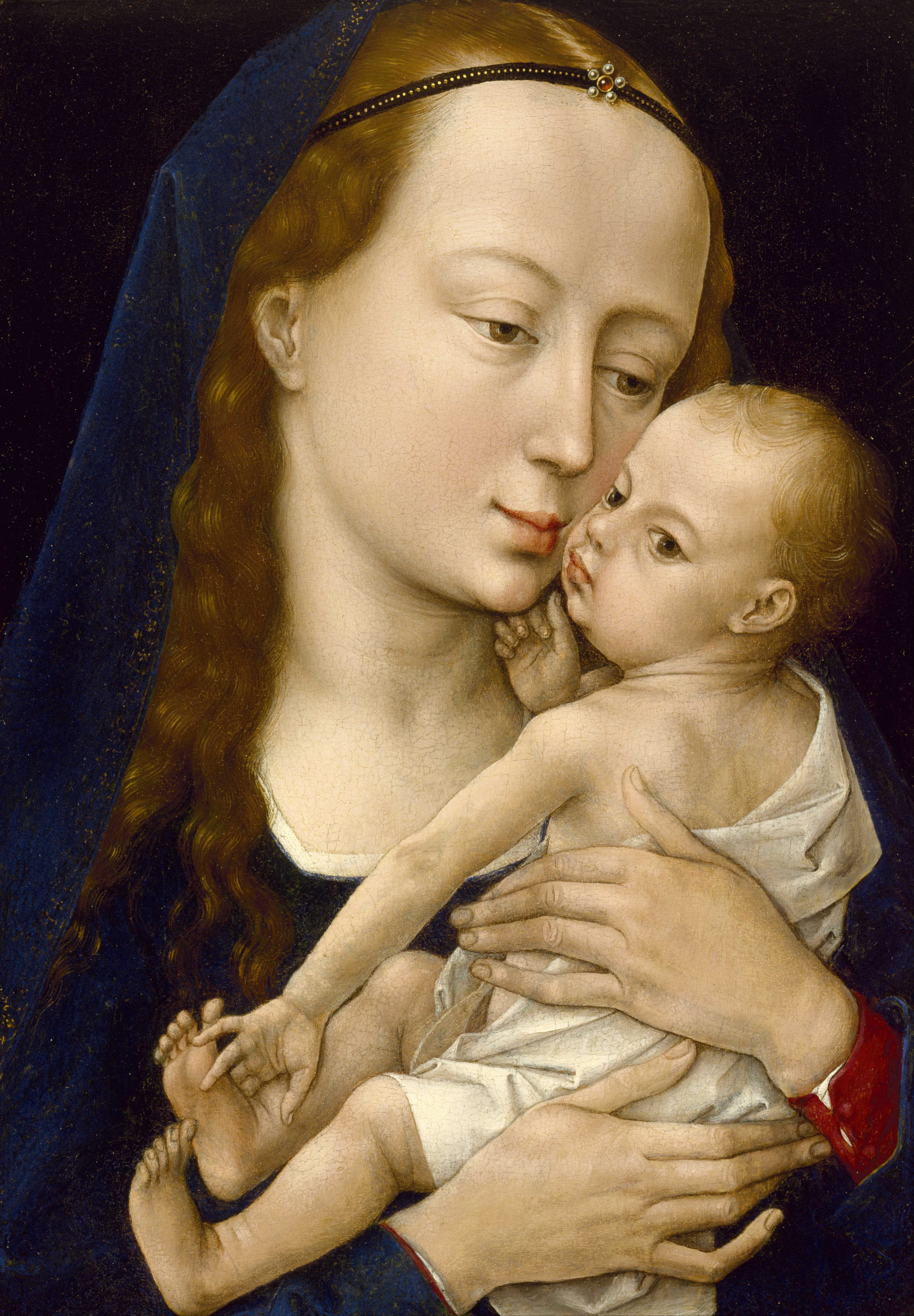
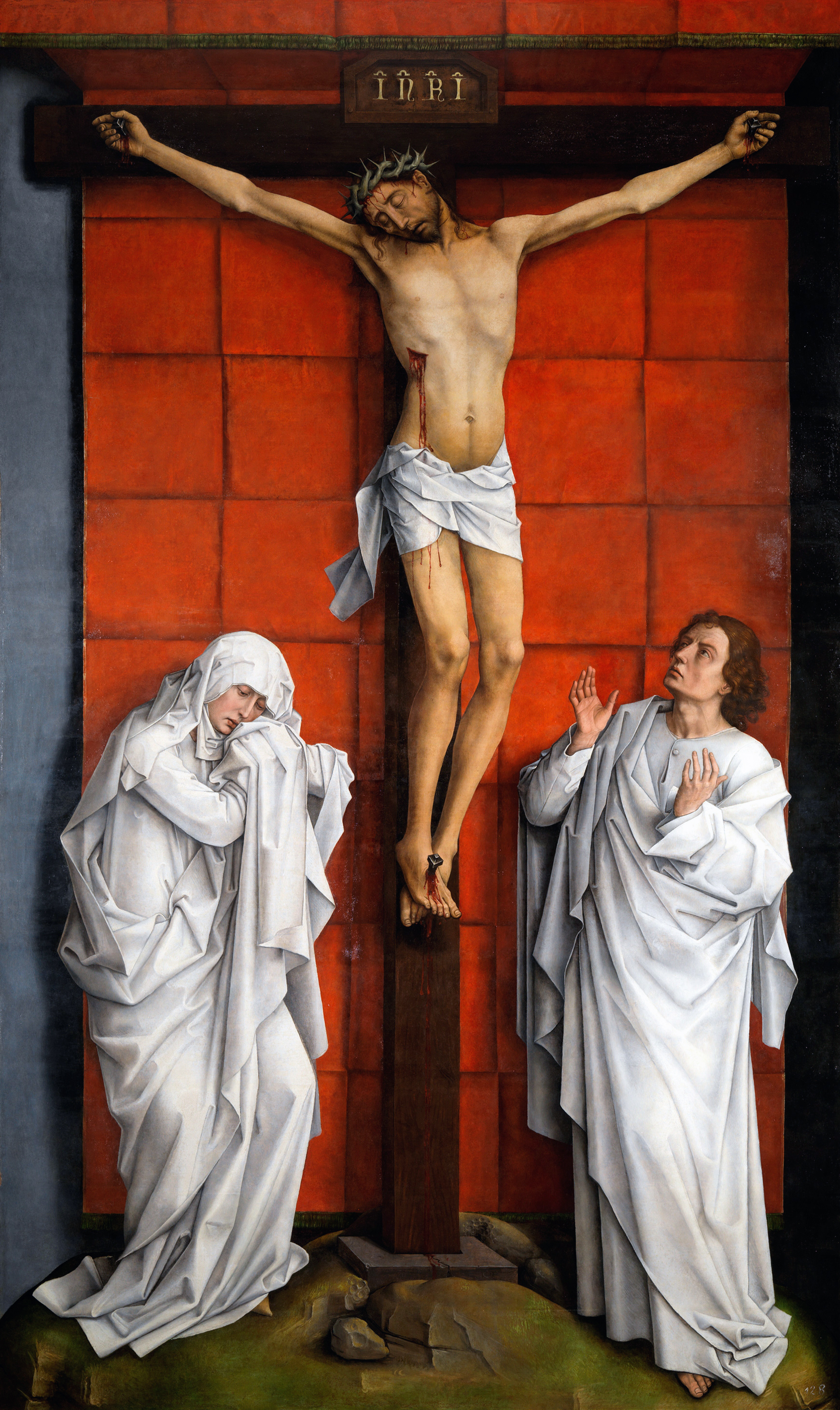
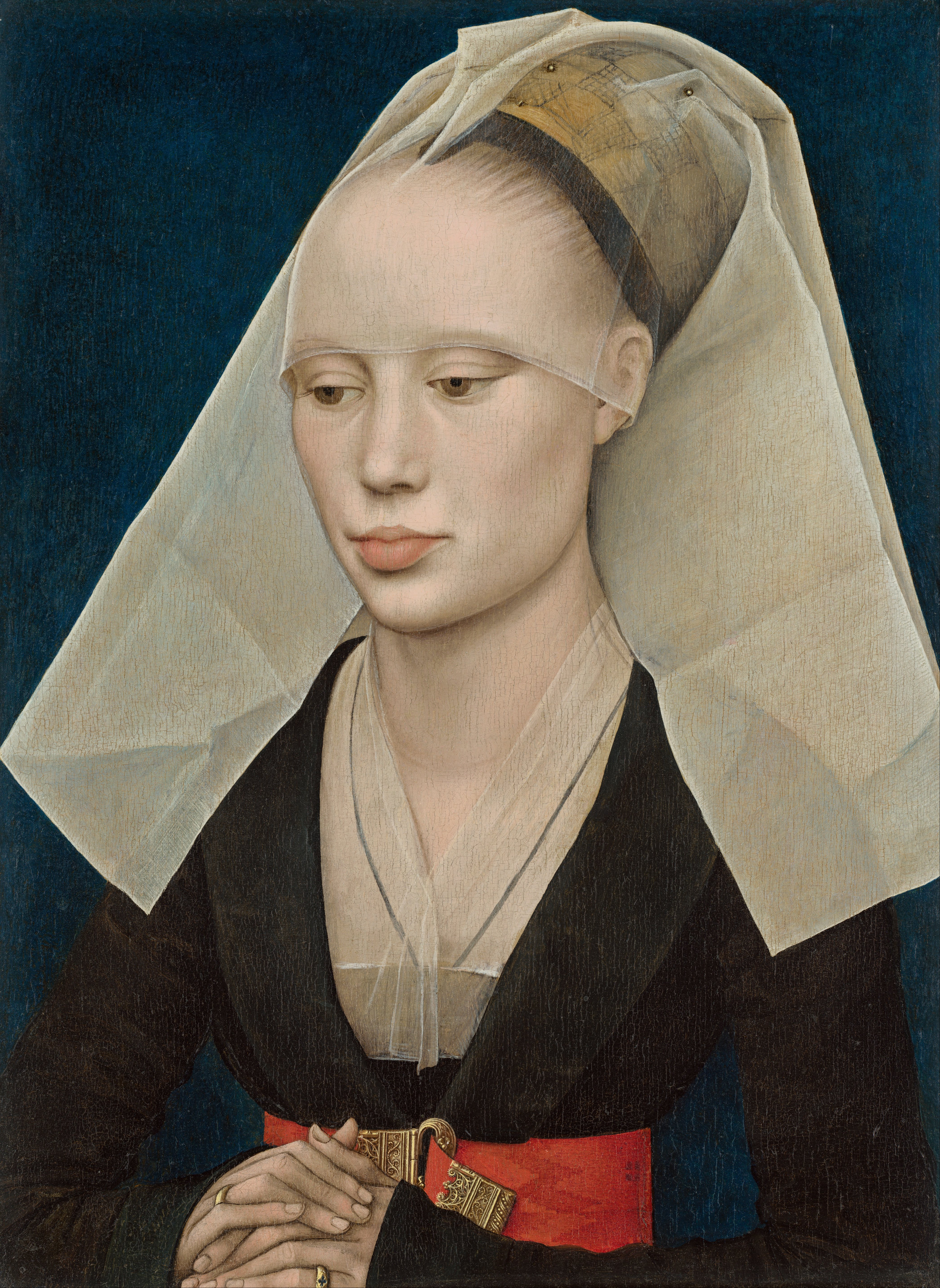
پُرترهٔ یک بانو، اثری از فان در ویدن. این اثر در نگارخانهٔ ملی هنر در واشینگتن، دی.سی. نگه‌داری می‌شود.
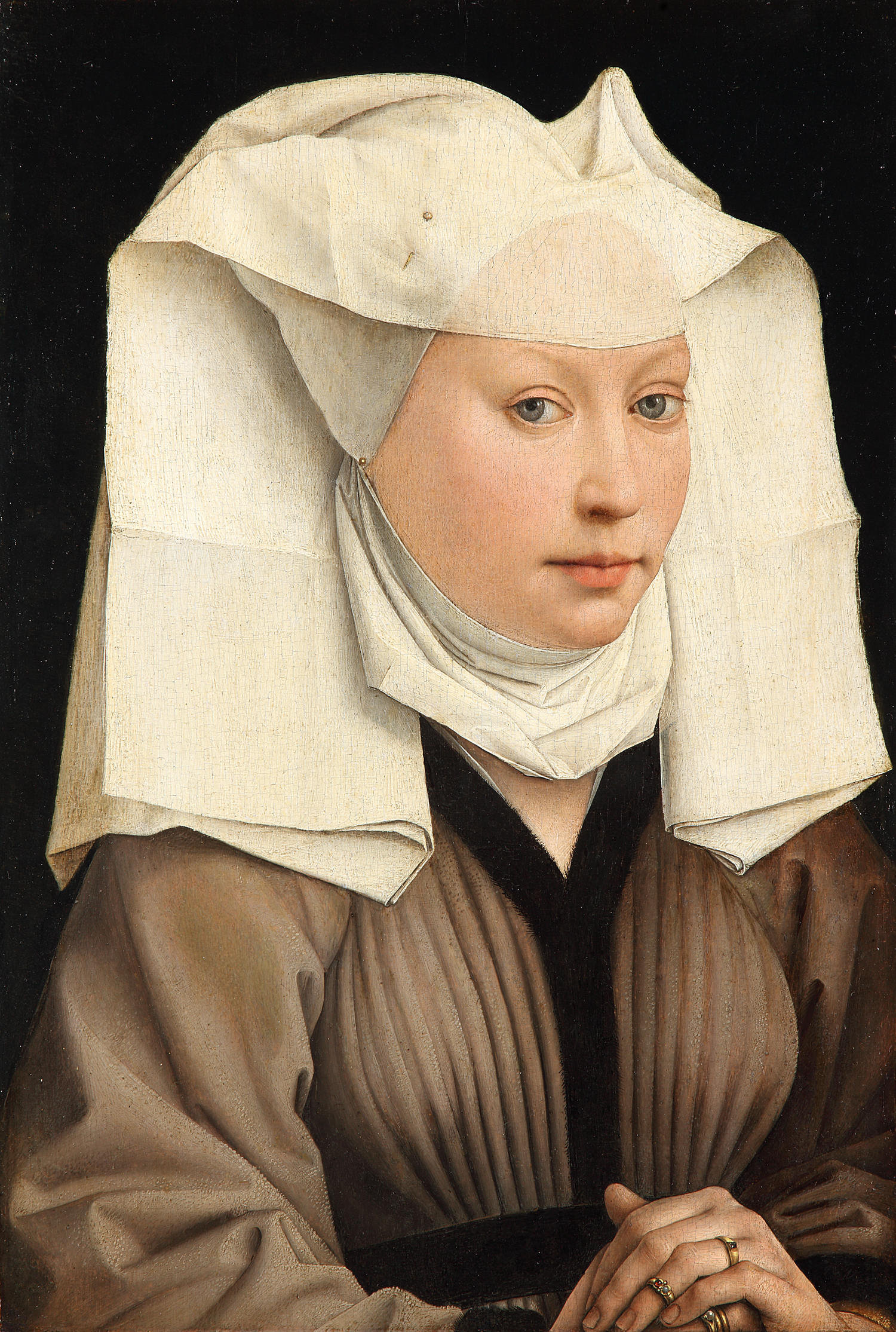
پُرترهٔ بانویی با روسری توری حوالی ۱۴۴۰ م. گمالده‌گالری
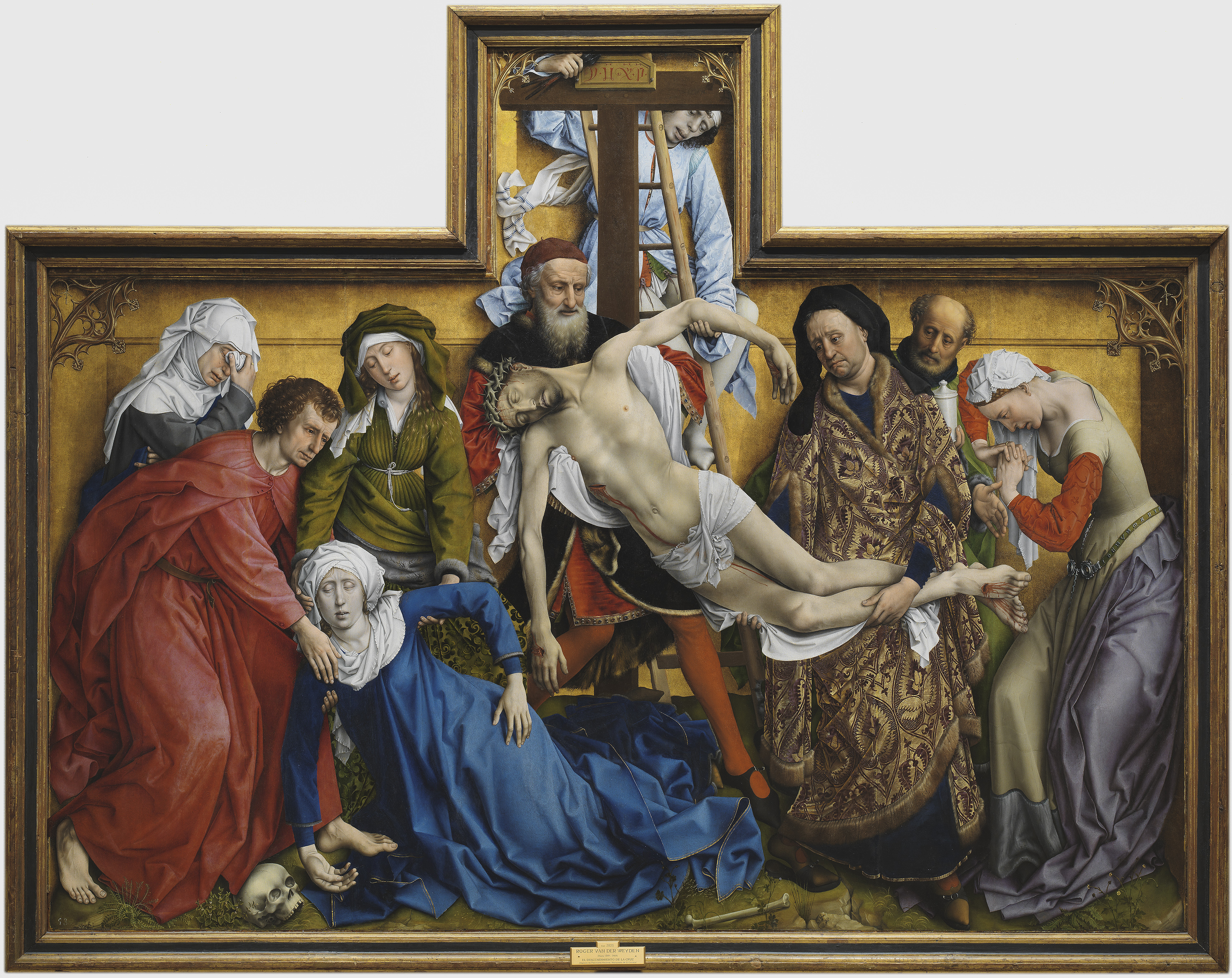
فرود از صلیب بین ۱۴۳۵ و ۱۴۳۸ م. موزه دل پرادو
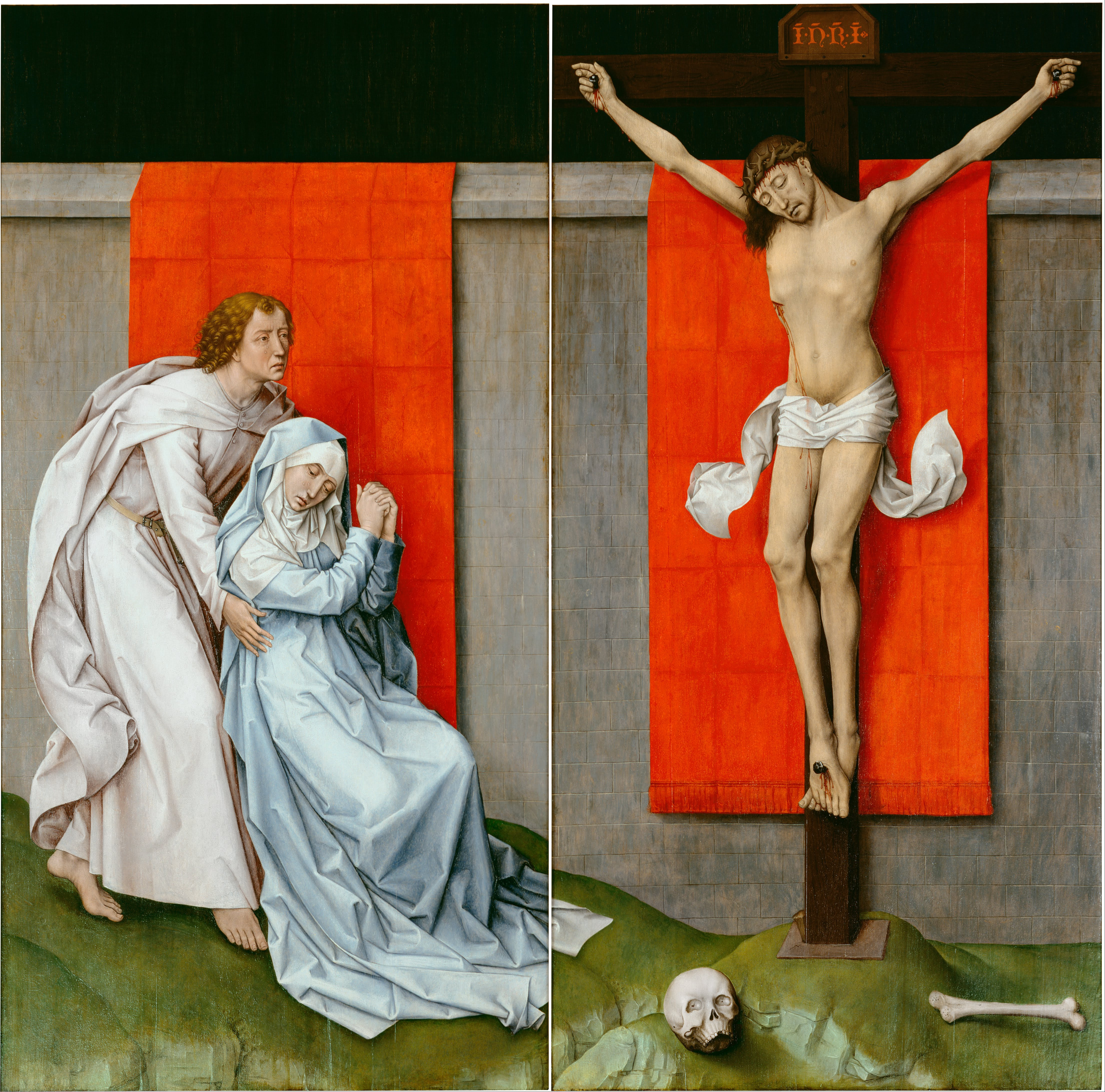
دولوحی مصلوب‌شدن مسیح حوالی ۱۴۶۰ م. موزه هنر فیلادلفیا
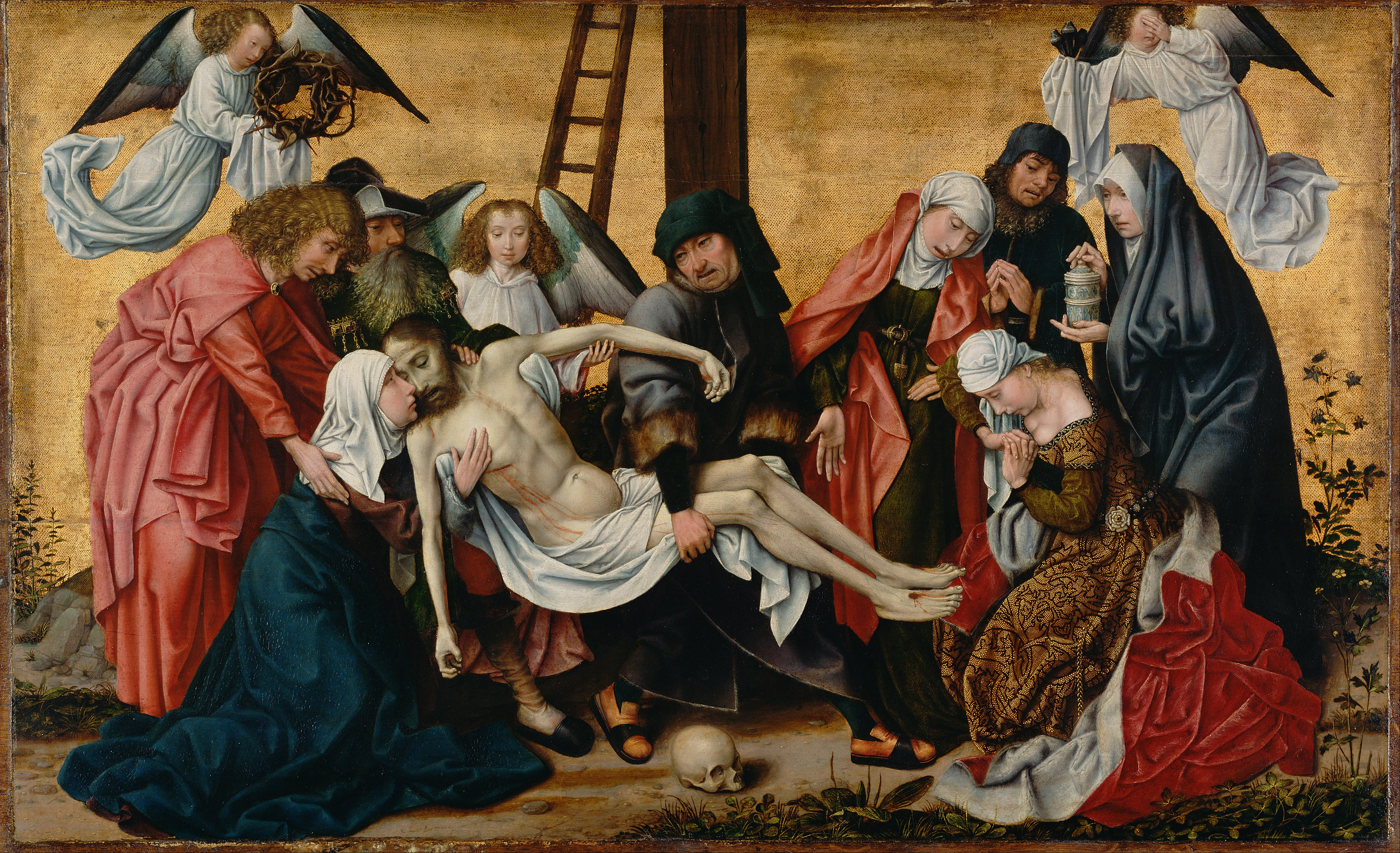
سوگواری بر پیکر مسیح
(منسوب به شاگردان فان در ویدن)
حوالی ۱۴۹۰ م.
مرکز گتی